# Đinh Lỗi
Đinh Lỗi (tiếng Trung: 丁磊; bính âm: Dīng Lěi; sinh ngày 1 tháng 10 năm 1971), còn được gọi là William Ding, là một doanh nhân tỷ phú người Trung Quốc, đồng thời là người sáng lập kiêm giám đốc điều hành của NetEase (163.com).
Đinh Lỗi đã có những đóng góp đáng kể vào sự phát triển của mạng máy tính ở Trung Quốc đại lục. Vào cuối năm 2016, Đinh đang xem xét đầu tư vào lĩnh vực bất động sản và đã đến Zimbabwe vào tháng 12 và đến Vương quốc Anh. Tính đến tháng 4 năm 2021, Bloomberg Billionaires Index ước tính tài sản của Đinh là 35,8 tỷ USD.

## Tiểu sử
Đinh Lỗi sinh ra ở Phụng Hóa, Ninh Ba, tỉnh Chiết Giang. Ông tốt nghiệp Học viện Kỹ thuật Vô tuyến Thành Đô (nay là Đại học Khoa học và Công nghệ Điện tử Trung Quốc) và lấy bằng cử nhân.

## Sự nghiệp
Sau khi tốt nghiệp, Đinh Lỗi làm việc trong một cơ quan nhà nước địa phương ở Ninh Ba với tư cách là một kỹ sư, sau đó ông đến Quảng Châu và làm việc cho Sybase. Ông thành lập NetEase và trở thành cá nhân giàu nhất Trung Quốc đại lục vào năm 2003 (7,6 tỷ nhân dân tệ), trở thành tỷ phú về game đầu tiên và internet đầu tiên của Trung Quốc. Theo Báo cáo Hurun 2013, tài sản ròng của ông ước tính là 5,2 tỷ đô la.
Vào năm 2012, Đinh Lỗi đã phân nhánh hoạt động của NetEase sang lĩnh vực sản xuất thịt lợn. Trang trại lợn tập trung vào công nghệ và tính bền vững môi trường, và không có nghĩa trở thành một chi nhánh chính của công ty.
Vào tháng 5 năm 2017, công ty đầu tư mạo hiểm Sinovation Ventures, Meituan-Dianping có trụ sở tại Hoa Kỳ và đối thủ cạnh tranh của Alibaba là JD đã đầu tư tổng cộng 23 triệu đô la Mỹ vào trang trại.
Vào tháng 6 năm 2020, Đinh Lỗi mua một biệt thự ở Bel Air, Los Angeles, với giá 29 triệu đô la Mỹ từ Elon Musk, người sáng lập Tesla và SpaceX.